# Референдум про незалежність Нової Каледонії (2018)
Референдум про незалежність Нової Каледонії — референдум, який, згідно з домовленостями між урядом Франції та автономним урядом Нової Каледонії, відбувся 4 листопада 2018 року.
Виборці вирішували, чи залишиться Нова Каледонія в складі Франції чи стане незалежною державою.

## Передісторія
Відповідно до Нумейської угоди 1998 року референдум про незалежність Нової Каледонії мав відбутись наприкінці 2018 року.
За угодою близько 17 % загального числа виборців острова не мали права голосувати. Здебільшого то були народжені в метрополії і прибулі до Нової Каледонії після 1994 року.
Уряд Франції заявив, що він визнає будь-яке рішення референдуму.

### Опитування
| Джерело  | Дата опитування                 | число опитаних | За                 | Проти                   | Не вирішили | Різниця |       |    |    |   |    |
| -------- | ------------------------------- | -------------- | ------------------ | ----------------------- | ----------- | ------- | ----- | -- | -- | - | -- |
| Джерело  | Дата опитування                 | число опитаних | Harris Interactive | 12—22 вересня 2018 року | Не вирішили | Різниця | 1,038 | 34 | 66 | — | 32 |
| Quidnovi | 1—15 серпня 2018 року           | 731            | 20                 | 69                      | 11          | 49      |       |    |    |   |    |
| I-Scope  | 30 липня — 8 серпня 2018 року   | 628            | 28                 | 63                      | 9           | 35      |       |    |    |   |    |
| Quidnovi | 4—15 червня 2018 року           | 739            | 15                 | 65                      | 21          | 50      |       |    |    |   |    |
| Quidnovi | 16—26 квітня 2018 року          | 903            | 15                 | 58                      | 15          | 43      |       |    |    |   |    |
| I-Scope  | 16—25 квітня 2018 року          | 682            | 22,5               | 59,7                    | 17,8        | 37,2    |       |    |    |   |    |
| I-Scope  | 23 березня — 4 квітня 2017 року | 514            | 24,4               | 54,2                    | 21,4        | 29,8    |       |    |    |   |    |

## Результати
Явка була дуже високою й становила 80 % від майже 175 тис. виборців, які могли голосувати.
Більшість виборців висловилися проти пропозиції про незалежність Нової Каледонії.
У Північній провінції та на островах Луайоте, де найбільшою етнічною групою є місцеві мешканці, більшість проголосувала за незалежність. У Південній провінції, де найбільша етнічна група — європейці, більшість проголосувала проти.
Попри негативне рішення референдуму, відповідно до Угоди 1998 року, виборці матимуть можливість знову голосувати за незалежність у 2020 і 2022 роках за умови, що принаймні третина місцевих законодавчих зборів Конгресу Нової Каледонії ухвалить таке рішення.